# Morti nel 1960
| Questa pagina contiene informazioni ricavate automaticamente dalle voci biografiche con l'ausilio del template Bio e di un bot. L'aggiornamento è periodico e automatico e ricostruisce completamente la pagina. Se manca una persona in questa lista, sei pregato di non aggiungerla, ma accertati piuttosto che la sua voce biografica contenga il template Bio e che i dati anagrafici siano correttamente compilati. Se il template Bio manca, inseriscilo tu stesso o, in alternativa, metti l'avviso {{tmp\|Bio}} che ne segnala la mancanza. Se i dati riportati sono sbagliati, correggi direttamente la voce biografica; le modifiche saranno visibili in questa lista entro pochi giorni. Per chiarimenti vedi il progetto biografie. La lista contiene solo le 966 persone che sono citate nell'enciclopedia e per le quali è stato implementato correttamente il template Bio. Pagina aggiornata al 10 ago 2025. |

## Gennaio(94)
- 1º gennaio - Paul-Emile Bécat, pittore, incisore e disegnatore francese (n. 1885)
- 1º gennaio - Ferdinando De Masellis, generale e aviatore italiano (n. 1874)
- 1º gennaio - Rinaldo Morchio, calciatore italiano (n. 1900)
- 1º gennaio - Francesco Occhiuzzi, calciatore uruguaiano (n. 1905)
- 1º gennaio - Kurt Sucksdorff, hockeista su ghiaccio svedese (n. 1904)
- 1º gennaio - Margaret Sullavan, attrice statunitense (n. 1909)
- 2 gennaio - Friedrich Adler, politico austriaco (n. 1879)
- 2 gennaio - Ugo Bernasconi, pittore, scrittore e aforista italiano (n. 1874)
- 2 gennaio - Fausto Coppi, ciclista su strada e pistard italiano (n. 1919)
- 2 gennaio - Otto Haas, imprenditore tedesco (n. 1872)
- 3 gennaio - Victor Sjöström, regista, attore e sceneggiatore svedese (n. 1879)
- 4 gennaio - Albert Camus, scrittore, filosofo e saggista francese (n. 1913)
- 4 gennaio - Dudley Nichols, sceneggiatore e regista statunitense (n. 1895)
- 5 gennaio - Fernand Gregh, poeta francese (n. 1873)
- 5 gennaio - Roberto Pucci, militare, imprenditore e politico italiano (n. 1878)
- 5 gennaio - Francesc Sabaté Llopart, anarchico spagnolo (n. 1915)
- 5 gennaio - Leone Scotti, calciatore italiano (n. 1896)
- 6 gennaio - Carl Frølich-Hanssen, dirigente sportivo e calciatore norvegese (n. 1883)
- 6 gennaio - Edward Orrick McDonnell, ammiraglio statunitense (n. 1891)
- 7 gennaio - Dorothea Douglass Chambers, tennista britannica (n. 1878)
- 7 gennaio - Julio Chulilla Gazol, calciatore e editore spagnolo (n. 1887)
- 7 gennaio - Peggy O'Neil, attrice e cantante irlandese (n. 1894)
- 7 gennaio - Alfonso Rubilli, politico e avvocato italiano (n. 1873)
- 7 gennaio - Ferdinando Pio di Borbone-Due Sicilie, nobile italiano (n. 1869)
- 9 gennaio - Ernesto Cabruna, carabiniere italiano (n. 1889)
- 9 gennaio - Wilhelm Nielsen, calciatore norvegese (n. 1901)
- 9 gennaio - Mario Ponzo, psicologo italiano (n. 1882)
- 10 gennaio - Parsifal Bassi, attore e regista italiano (n. 1892)
- 10 gennaio - Jack Laviolette, hockeista su ghiaccio canadese (n. 1879)
- 11 gennaio - Robert Cowell, nuotatore statunitense (n. 1924)
- 11 gennaio - Isabel Emslie Hutton, medico, psichiatra e patologa britannica (n. 1887)
- 11 gennaio - John Schommer, cestista, giocatore di football americano e giocatore di baseball statunitense (n. 1884)
- 12 gennaio - Carlos Di Sarli, direttore d'orchestra, compositore e pianista argentino (n. 1903)
- 12 gennaio - Giulio Monti, sollevatore italiano (n. 1889)
- 12 gennaio - Nevil Shute, romanziere e ingegnere aeronautico britannico (n. 1899)
- 13 gennaio - Sibilla Aleramo, scrittrice, poetessa e giornalista italiana (n. 1876)
- 13 gennaio - Paola Bologna, tennista italiana (n. 1898)
- 13 gennaio - William Hammond, ciclista su strada britannico (n. 1886)
- 13 gennaio - Clemente Merlo, linguista e glottologo italiano (n. 1879)
- 14 gennaio - Karl Bähre, pallanuotista tedesco (n. 1899)
- 14 gennaio - Ralph Chubb, poeta e tipografo britannico (n. 1892)
- 14 gennaio - Robert Falco, magistrato francese (n. 1882)
- 15 gennaio - Rosario Assanti, generale italiano (n. 1884)
- 15 gennaio - Arthur Lord, golfista statunitense (n. 1868)
- 16 gennaio - Guido Barbarisi, attore e regista italiano (n. 1889)
- 16 gennaio - Gian Orlando Vassallo, attore, regista e sceneggiatore italiano (n. 1883)
- 17 gennaio - Thalia Flora-Karavia, pittrice e disegnatrice greca (n. 1871)
- 17 gennaio - Wei Lihuang, generale e politico cinese (n. 1897)
- 18 gennaio - Gustavo Pesenti, generale italiano (n. 1878)
- 19 gennaio - William Coales, mezzofondista britannico (n. 1886)
- 20 gennaio - Matt Moore, attore e regista irlandese (n. 1888)
- 20 gennaio - Harry Svendsen, nuotatore norvegese (n. 1895)
- 21 gennaio - Percy Hagerman, lunghista e triplista canadese (n. 1881)
- 21 gennaio - Lorenzo Herrera, compositore venezuelano (n. 1896)
- 21 gennaio - Antonín Janda, calciatore cecoslovacco (n. 1892)
- 21 gennaio - Wu Lien-teh, medico malese (n. 1879)
- 22 gennaio - Stepan Kajukov, attore sovietico (n. 1898)
- 22 gennaio - Guido Meregalli, pilota automobilistico italiano (n. 1895)
- 23 gennaio - Hendrik van Blijenburgh, schermidore olandese (n. 1877)
- 23 gennaio - Édouard Mény de Marangue, tennista francese (n. 1882)
- 23 gennaio - Antenore Reali, baritono italiano (n. 1897)
- 24 gennaio - Mario Barberis, pittore e illustratore italiano (n. 1893)
- 24 gennaio - Edwin Cerio, ingegnere, scrittore e naturalista italiano (n. 1875)
- 24 gennaio - Edwin Fischer, pianista e direttore d'orchestra svizzero (n. 1886)
- 24 gennaio - José Giralt, calciatore cubano (n. 1884)
- 24 gennaio - John Miljan, attore statunitense (n. 1892)
- 25 gennaio - Diana Barrymore, attrice statunitense (n. 1921)
- 25 gennaio - Rutland Boughton, compositore britannico (n. 1878)
- 25 gennaio - Beno Gutenberg, fisico e sismologo tedesco (n. 1889)
- 25 gennaio - Bruno Nespoli, calciatore italiano (n. 1937)
- 25 gennaio - Gavriil Adrianovič Tichov, astronomo sovietico (n. 1875)
- 26 gennaio - Sirio Giannini, scrittore italiano (n. 1925)
- 26 gennaio - Willy Krauss, calciatore tedesco (n. 1886)
- 26 gennaio - Earle S. MacPherson, ingegnere statunitense (n. 1891)
- 26 gennaio - Karel Steffl, calciatore cecoslovacco (n. 1903)
- 26 gennaio - Riley Thomson, animatore e fumettista statunitense (n. 1912)
- 27 gennaio - Bruto Caldonazzo, matematico e fisico italiano (n. 1886)
- 28 gennaio - Arthur Hartley, ingegnere britannico (n. 1889)
- 28 gennaio - Zora Neale Hurston, scrittrice e antropologa statunitense (n. 1891)
- 28 gennaio - Arthur Power, ammiraglio britannico (n. 1889)
- 29 gennaio - Mack Harrell, cantante lirico, baritono e docente statunitense (n. 1909)
- 29 gennaio - Louis Jean Heydt, attore statunitense (n. 1903)
- 29 gennaio - Arrigo Serpieri, economista, politico e agronomo italiano (n. 1877)
- 30 gennaio - Bernardus Croon, canottiere olandese (n. 1886)
- 30 gennaio - Joseph Chelladurai Kumarappa, economista e attivista indiano (n. 1892)
- 30 gennaio - Rita Maierotti, politica e scrittrice italiana (n. 1876)
- 30 gennaio - Johannes Pohl, presbitero, ebraista e bibliotecario tedesco (n. 1904)
- 30 gennaio - Ivan Pregelj, scrittore sloveno (n. 1883)
- 30 gennaio - Joseph Vendryes, linguista francese (n. 1875)
- 31 gennaio - Harry Blanchard, pilota automobilistico statunitense (n. 1929)
- 31 gennaio - Duilio Cambellotti, artista italiano (n. 1876)
- 31 gennaio - Lowell Gilmore, attore statunitense (n. 1906)
- 31 gennaio - Auguste Herbin, pittore francese (n. 1882)
- 31 gennaio - Wilmer Hines, tennista statunitense (n. 1912)

## Febbraio(82)
- 2 febbraio - Luigi Barnabò, arbitro di calcio italiano (n. 1889)
- 2 febbraio - Alfredo Cairati, musicista, compositore e direttore d'orchestra italiano (n. 1875)
- 3 febbraio - Fred Buscaglione, cantautore, polistrumentista e attore italiano (n. 1921)
- 3 febbraio - Gino Pavesi, ammiraglio italiano (n. 1888)
- 3 febbraio - Bruno Spampanato, giornalista e politico italiano (n. 1902)
- 3 febbraio - Murray Fraser Sueter, ammiraglio inglese (n. 1872)
- 4 febbraio - Hamidullah Khan, indiano (n. 1894)
- 4 febbraio - Dossibai Patell, ginecologa indiana (n. 1881)
- 5 febbraio - Rudolf Nelson, compositore tedesco (n. 1878)
- 6 febbraio - Ciro Andreatta, geologo italiano (n. 1906)
- 6 febbraio - Karl Maybach, ingegnere e imprenditore tedesco (n. 1879)
- 6 febbraio - Albino Ottavio Stella, politico italiano (n. 1884)
- 7 febbraio - Camillo Giussani, avvocato, dirigente d'azienda e latinista italiano (n. 1879)
- 7 febbraio - Igor' Vasil'evič Kurčatov, fisico sovietico (n. 1903)
- 7 febbraio - Enrico La Loggia, politico italiano (n. 1872)
- 7 febbraio - Gilbert Vernam, ingegnere statunitense (n. 1890)
- 8 febbraio - John Langshaw Austin, filosofo e linguista inglese (n. 1911)
- 8 febbraio - Giles Gilbert Scott, architetto e designer inglese (n. 1880)
- 9 febbraio - Aleksandr Nikolaevič Benois, pittore, disegnatore e scrittore russo (n. 1870)
- 9 febbraio - Ernő Dohnányi, direttore d'orchestra, compositore e pianista ungherese (n. 1877)
- 10 febbraio - John Foy, maratoneta statunitense (n. 1882)
- 10 febbraio - Roberto Franzoni, pittore, scultore e grafico italiano (n. 1882)
- 10 febbraio - William Halpenny, astista canadese (n. 1882)
- 10 febbraio - Alojzije Viktor Stepinac, cardinale e arcivescovo cattolico croato (n. 1898)
- 11 febbraio - Victor Klemperer, filologo e scrittore tedesco (n. 1881)
- 12 febbraio - Oskar Anderson, statistico tedesco (n. 1887)
- 12 febbraio - Bobby Clark, attore statunitense (n. 1888)
- 12 febbraio - Henri De Deken, calciatore belga (n. 1907)
- 12 febbraio - Pericle Ferretti, ingegnere italiano (n. 1888)
- 12 febbraio - Roelof Klein, canottiere olandese (n. 1877)
- 13 febbraio - Delmar Roos, ingegnere statunitense (n. 1888)
- 14 febbraio - Ettore Cosomati, pittore e incisore italiano (n. 1873)
- 14 febbraio - Masatomi Kimura, ammiraglio giapponese (n. 1891)
- 14 febbraio - Sven Lidman, scrittore e poeta svedese (n. 1882)
- 16 febbraio - Leopold Neubauer, calciatore austriaco (n. 1889)
- 16 febbraio - Norman Pett, fumettista britannico (n. 1891)
- 16 febbraio - Vincenzo Ricchioni, agronomo e politico italiano (n. 1891)
- 17 febbraio - Marcello Boasso, compositore e pianista italiano (n. 1902)
- 17 febbraio - Eugenio Giambro, arcivescovo cattolico italiano (n. 1866)
- 17 febbraio - Bruto Mancini, funzionario, magistrato e politico italiano (n. 1880)
- 17 febbraio - Giuseppe Piemonte, politico e antifascista italiano (n. 1878)
- 18 febbraio - Enrico Boscardi, generale italiano (n. 1878)
- 18 febbraio - Per Hallström, letterato svedese (n. 1866)
- 18 febbraio - Camillo Martinoni, politico e pilota automobilistico italiano (n. 1878)
- 18 febbraio - Lewis Sheldon, altista e triplista statunitense (n. 1874)
- 19 febbraio - John Aspin, velista britannico (n. 1877)
- 19 febbraio - H. J. C. Grierson, anglista e critico letterario britannico (n. 1866)
- 19 febbraio - Hans Christian Svane Hansen, politico danese (n. 1906)
- 20 febbraio - Karl Gustafsson, calciatore svedese (n. 1888)
- 20 febbraio - John O'Hanlon, scacchista irlandese (n. 1876)
- 20 febbraio - Leonard Woolley, archeologo britannico (n. 1880)
- 20 febbraio - Adone Zoli, politico, partigiano e avvocato italiano (n. 1887)
- 21 febbraio - Edwina Ashley, nobile britannica (n. 1901)
- 21 febbraio - Jacques Becker, regista e sceneggiatore francese (n. 1906)
- 22 febbraio - Antonio Muñoz, storico dell'arte e architetto italiano (n. 1884)
- 23 febbraio - Macken Aas, calciatore norvegese (n. 1886)
- 23 febbraio - Amerindo Camilli, filologo e linguista italiano (n. 1879)
- 23 febbraio - Arthur Legat, pilota automobilistico belga (n. 1898)
- 23 febbraio - Alexandre Lippmann, schermidore francese (n. 1881)
- 23 febbraio - Alessandro Mountbatten, nobile (n. 1886)
- 23 febbraio - Giovanni Onorato, attore italiano (n. 1902)
- 23 febbraio - Alfonso Tusell, pallanuotista spagnolo (n. 1906)
- 24 febbraio - Pierre Albarran, tennista francese (n. 1893)
- 24 febbraio - Ferruccio Vecchi, scultore e militare italiano (n. 1894)
- 25 febbraio - Alberto Chiarugi, botanico italiano (n. 1901)
- 25 febbraio - Philipp Haeuser, presbitero tedesco (n. 1876)
- 25 febbraio - Ali Shaukat, hockeista su prato indiano (n. 1897)
- 26 febbraio - Aleksandar Belić, linguista, docente e scrittore serbo (n. 1876)
- 26 febbraio - Luigi Gentile, militare e aviatore italiano (n. 1920)
- 26 febbraio - Carl Harbaugh, attore, sceneggiatore e regista statunitense (n. 1886)
- 26 febbraio - Gilles Bouhours, veggente francese (n. 1944)
- 27 febbraio - Ettore Chimeri, pilota automobilistico italiano (n. 1924)
- 27 febbraio - Riccardo Imperiali di Francavilla, militare italiano (n. 1907)
- 27 febbraio - Adriano Olivetti, imprenditore, ingegnere e politico italiano (n. 1901)
- 27 febbraio - Luigi Pietrobono, critico letterario italiano (n. 1863)
- 28 febbraio - Giuseppe Brega, architetto italiano (n. 1877)
- 28 febbraio - Alberto Nicola Gualano, magistrato statunitense (n. 1868)
- 28 febbraio - Francesco Marchini Camia, politico italiano (n. 1891)
- 28 febbraio - Carlo Ponte, lottatore italiano (n. 1890)
- 29 febbraio - Igino Coffari, prefetto e politico italiano (n. 1874)
- 29 febbraio - Francesco Lupi, pittore e decoratore italiano (n. 1897)
- 29 febbraio - Melvin Purvis, avvocato e poliziotto statunitense (n. 1903)

## Marzo(76)
- 1º marzo - Lya Mara, ballerina lettone (n. 1897)
- 1º marzo - Dorothy Strachey, scrittrice e traduttrice britannica (n. 1865)
- 2 marzo - Joseph Pardee, geologo statunitense (n. 1871)
- 2 marzo - Rosa Pisaneschi, traduttrice italiana (n. 1890)
- 3 marzo - Vincenzo Coppo, calciatore italiano (n. 1905)
- 3 marzo - Romeo Musa, artista italiano (n. 1882)
- 3 marzo - Angelo Tasca, politico, scrittore e storico italiano (n. 1892)
- 4 marzo - Tullio Tomba, politico italiano (n. 1879)
- 4 marzo - Leonard Warren, baritono statunitense (n. 1911)
- 6 marzo - Jean Puy, pittore e poeta francese (n. 1876)
- 6 marzo - João da Silva, scultore, medaglista e gioielliere portoghese (n. 1880)
- 8 marzo - Marie Janson, politica belga (n. 1873)
- 8 marzo - Albert Pettersson, sollevatore svedese (n. 1885)
- 9 marzo - Otto Ackermann, direttore d'orchestra rumeno (n. 1909)
- 9 marzo - Bernhard Aschner, medico austriaco (n. 1883)
- 9 marzo - Crivel, cantante italiano (n. 1889)
- 10 marzo - Ksenija del Montenegro, principessa montenegrina (n. 1881)
- 10 marzo - Alfredo Niceforo, criminologo e antropologo italiano (n. 1876)
- 11 marzo - Roy Chapman Andrews, zoologo e esploratore statunitense (n. 1884)
- 11 marzo - Marcelle Chantal, attrice francese (n. 1901)
- 12 marzo - Semën Il'ič Bogdanov, generale sovietico (n. 1894)
- 12 marzo - Frederick Bowhill, ufficiale inglese (n. 1880)
- 12 marzo - Edmond van Daële, attore francese (n. 1884)
- 12 marzo - Erminio Parmesani, calciatore italiano (n. 1904)
- 13 marzo - Louis Wagner, pilota automobilistico, aviatore e calciatore francese (n. 1882)
- 13 marzo - Elisabetta Amalia d'Asburgo-Lorena, principessa austriaca (n. 1878)
- 14 marzo - Linda Cannetti, cantante lirica italiana (n. 1878)
- 14 marzo - Ermanno Germanò, scultore italiano (n. 1890)
- 14 marzo - Iōannīs Geōrgiadīs, schermidore greco (n. 1876)
- 14 marzo - Oliver Kirk, pugile statunitense (n. 1884)
- 15 marzo - Eduard Čech, matematico austro-ungarico (n. 1893)
- 15 marzo - Corradino Mineo, matematico e geodeta italiano (n. 1875)
- 16 marzo - Giuseppe Chiot, presbitero italiano (n. 1879)
- 16 marzo - Abbie Mitchell, soprano statunitense (n. 1884)
- 16 marzo - Franco Michele Napolitano, musicista italiano (n. 1887)
- 16 marzo - Gérard Saint, ciclista su strada e pistard francese (n. 1935)
- 16 marzo - Nicolaas Jacobus de Wet, politico sudafricano (n. 1873)
- 17 marzo - Fernando Álvarez de Sotomayor, pittore spagnolo (n. 1875)
- 18 marzo - Peg Hillias, attrice statunitense (n. 1914)
- 18 marzo - Bretaigne Windust, regista e attore francese (n. 1906)
- 19 marzo - Maurice Blanchard, ingegnere e poeta francese (n. 1890)
- 19 marzo - Sonya Levien, sceneggiatrice russa (n. 1888)
- 19 marzo - Adolf Schulten, archeologo, storico e filologo tedesco (n. 1870)
- 20 marzo - Cándido Aguilar, politico e generale messicano (n. 1889)
- 20 marzo - Sláva Vaněk, calciatore boemo (n. 1883)
- 21 marzo - Charles Moulin, pittore francese (n. 1869)
- 21 marzo - Léon Sée, schermidore e procuratore sportivo francese (n. 1877)
- 22 marzo - José Antonio Aguirre, politico spagnolo (n. 1904)
- 22 marzo - Agnes Arber, botanica britannica (n. 1879)
- 22 marzo - Lynn Baggett, attrice statunitense (n. 1923)
- 22 marzo - Maurice Hochepied, nuotatore e pallanuotista francese (n. 1881)
- 23 marzo - Franklin P. Adams, giornalista e scrittore statunitense (n. 1881)
- 23 marzo - Julius Buckler, militare e aviatore tedesco (n. 1893)
- 23 marzo - Said Nursi, teologo curdo (n. 1878)
- 23 marzo - Rudolf Soutschek, allenatore di calcio e calciatore austriaco (n. 1895)
- 25 marzo - Arturo Ambrosio, regista e produttore cinematografico italiano (n. 1870)
- 25 marzo - Enrico Conci, politico italiano (n. 1866)
- 25 marzo - Reinhard Demoll, zoologo tedesco (n. 1882)
- 26 marzo - Emil Grubbe, medico statunitense (n. 1875)
- 26 marzo - Ian Keith, attore statunitense (n. 1899)
- 27 marzo - Armando Agnini, direttore d'orchestra italiano
- 27 marzo - Matt Kingsley, calciatore inglese (n. 1874)
- 27 marzo - Gregorio Marañón, medico, scrittore e filosofo spagnolo (n. 1887)
- 27 marzo - Egbert Picker, generale tedesco (n. 1895)
- 28 marzo - Giacomo Bergamino, calciatore italiano (n. 1901)
- 28 marzo - Margarita Manso, pittrice spagnola (n. 1908)
- 29 marzo - Vsevolod Aksenov, attore sovietico (n. 1902)
- 29 marzo - Guglielmo Lazzarini, italiano (n. 1883)
- 30 marzo - Flo Hart, attrice statunitense (n. 1893)
- 30 marzo - Jamil Mardam Bey, politico siriano (n. 1894)
- 30 marzo - Brigida Maria Postorino, religiosa italiana (n. 1865)
- 30 marzo - Cataldo Tandoy, poliziotto italiano (n. 1913)
- 31 marzo - Cynthia Asquith, scrittrice inglese (n. 1887)
- 31 marzo - Robert Eyssen, ammiraglio tedesco (n. 1892)
- 31 marzo - Otto Knerr, ginnasta e multiplista statunitense (n. 1883)
- 31 marzo - Paul Lebréton, tennista francese (n. 1875)

## Aprile(67)
- 1º aprile - Abdul Rahman di Negeri Sembilan, sovrano malese (n. 1895)
- 1º aprile - Walter Kuntze, generale tedesco (n. 1883)
- 1º aprile - Adolfo Porry Pastorel, fotoreporter italiano (n. 1888)
- 1º aprile - Vittorio Spositi, dirigente sportivo italiano (n. 1883)
- 2 aprile - Evelyn FitzMaurice, nobildonna inglese (n. 1870)
- 3 aprile - Leopoldo Cassese, storico e archivista italiano (n. 1901)
- 3 aprile - Norodom Suramarit, re cambogiano (n. 1896)
- 3 aprile - Luís Augusto Vinhaes, allenatore di calcio brasiliano (n. 1896)
- 4 aprile - Francesco Petroni, scultore italiano (n. 1877)
- 4 aprile - Vanni Sacco, mafioso italiano (n. 1869)
- 5 aprile - Domenico Bartolini, funzionario e politico italiano (n. 1880)
- 5 aprile - Herbert Hervey, V marchese di Bristol, diplomatico britannico (n. 1870)
- 5 aprile - Alma Kruger, attrice statunitense (n. 1871)
- 5 aprile - Fortunato Pintor, bibliografo e bibliotecario italiano (n. 1877)
- 6 aprile - Friedrich Kirchner, generale tedesco (n. 1885)
- 6 aprile - Mario Negri, imprenditore e filantropo italiano (n. 1891)
- 6 aprile - Orio Vergani, giornalista, fotografo e scrittore italiano (n. 1898)
- 7 aprile - Henri Guisan, generale svizzero (n. 1874)
- 7 aprile - Nicolas Kettel, calciatore lussemburghese (n. 1925)
- 7 aprile - Ernest Holmes, religioso statunitense (n. 1887)
- 7 aprile - Rosetta Tofano, costumista e attrice italiana (n. 1902)
- 8 aprile - Umberto Pistoia, politico italiano (n. 1884)
- 9 aprile - John Braid, crickettista britannico (n. 1869)
- 10 aprile - Arthur Benjamin, compositore, pianista e direttore d'orchestra australiano (n. 1893)
- 12 aprile - Giovanni Greppi, architetto italiano (n. 1884)
- 12 aprile - Walter Peterhans, fotografo e insegnante tedesco (n. 1897)
- 12 aprile - Theo Willems, arciere olandese (n. 1891)
- 13 aprile - Beverly Kenney, cantante statunitense (n. 1932)
- 13 aprile - Charles Vissières, attore francese (n. 1880)
- 14 aprile - Gino Zappa, economista italiano (n. 1879)
- 15 aprile - Juan Frutos, giurista e politico paraguaiano (n. 1879)
- 15 aprile - Friedl Iby, ginnasta tedesca (n. 1905)
- 15 aprile - Hans Röttiger, generale tedesco (n. 1896)
- 16 aprile - Carlo Ceriana-Mayneri, generale italiano (n. 1886)
- 16 aprile - Émile Georget, ciclista su strada e pistard francese (n. 1881)
- 16 aprile - Felix Kersten, fisioterapista finlandese (n. 1898)
- 17 aprile - Maria Bakunin, chimica e biologa italiana (n. 1873)
- 17 aprile - Eddie Cochran, cantante e compositore statunitense (n. 1938)
- 18 aprile - Herbert Bliss, danzatore statunitense (n. 1923)
- 18 aprile - Emory Johnson, attore e regista statunitense (n. 1894)
- 19 aprile - Pietro Annoni, canottiere e dirigente sportivo italiano (n. 1886)
- 19 aprile - Vittorio Flecchia, politico, sindacalista e partigiano italiano (n. 1890)
- 20 aprile - Sergej Brjuchonenko, medico, scienziato e inventore sovietico (n. 1890)
- 20 aprile - Guido Calori, scultore e ceramista italiano (n. 1885)
- 20 aprile - Paul Fort, poeta e drammaturgo francese (n. 1872)
- 20 aprile - Ksenija Aleksandrovna Romanova, nobile russa (n. 1875)
- 21 aprile - Marcello Giorda, attore italiano (n. 1890)
- 21 aprile - Antal Szalay, allenatore di calcio e calciatore ungherese (n. 1912)
- 22 aprile - Giulio Campili, magistrato e politico italiano (n. 1863)
- 22 aprile - August Thienemann, limnologo tedesco (n. 1882)
- 24 aprile - Max von Laue, fisico e cristallografo tedesco (n. 1879)
- 24 aprile - Harold Frederick Pitcairn, aviatore e inventore statunitense (n. 1897)
- 25 aprile - Mario Borzaga, missionario italiano (n. 1932)
- 25 aprile - Hope Emerson, attrice statunitense (n. 1897)
- 25 aprile - Amānullāh Khān, sovrano afghano (n. 1892)
- 25 aprile - August Kopff, astronomo tedesco (n. 1882)
- 25 aprile - Marian Wróbel, compositore di scacchi polacco (n. 1907)
- 26 aprile - Gustaf Lindblom, triplista svedese (n. 1891)
- 26 aprile - Gino Mattera, tenore e attore italiano (n. 1923)
- 28 aprile - Carlos Ibáñez del Campo, militare e politico cileno (n. 1877)
- 28 aprile - Anton Pannekoek, astronomo, astrofisico e filosofo olandese (n. 1873)
- 28 aprile - Agostinho Sampaio de Sá, pallanuotista brasiliano (n. 1897)
- 29 aprile - Colin Stanley Gum, astronomo australiano (n. 1924)
- 29 aprile - Nguyễn Lộc, artista marziale vietnamita (n. 1912)
- 30 aprile - Virgilio Marchi, pittore, scenografo e architetto italiano (n. 1895)
- 30 aprile - Giorgio Polacco, direttore d'orchestra italiano (n. 1875)
- 30 aprile - José Razzano, cantante e compositore uruguaiano (n. 1887)

## Maggio(74)
- 1º maggio - Tom Fillingham, calciatore inglese (n. 1904)
- 1º maggio - Charles Holden, architetto e designer inglese (n. 1875)
- 1º maggio - Hugh Jones, tennista statunitense (n. 1880)
- 1º maggio - Pietro Piselli, allenatore di calcio italiano (n. 1891)
- 2 maggio - Henry Breckinridge, schermidore statunitense (n. 1886)
- 2 maggio - Caryl Chessman, criminale e scrittore statunitense (n. 1921)
- 2 maggio - Eugenio Raffaele Faggiano, vescovo cattolico italiano (n. 1877)
- 2 maggio - Karl Heinlein, calciatore austriaco (n. 1892)
- 2 maggio - Nils Widforss, ginnasta svedese (n. 1880)
- 4 maggio - Pedro Arispe, calciatore uruguaiano (n. 1900)
- 4 maggio - Colbert Clark, sceneggiatore, regista e produttore cinematografico statunitense (n. 1898)
- 4 maggio - Emmanuel Gounot, giurista francese (n. 1885)
- 4 maggio - Félix Maurice Hedde, vescovo cattolico e missionario francese (n. 1879)
- 4 maggio - Gunnar Olsson, calciatore svedese (n. 1901)
- 4 maggio - Giovanni Zanzotto, pittore e decoratore italiano (n. 1888)
- 5 maggio - Maurice Bouvet, psicoanalista francese (n. 1911)
- 5 maggio - Cosimo Cristina, giornalista italiano (n. 1935)
- 5 maggio - Peter Hardie, pallanuotista britannico (n. 1921)
- 5 maggio - Steen Lerche Olsen, ginnasta danese (n. 1886)
- 6 maggio - Paul Abraham, compositore ungherese (n. 1892)
- 6 maggio - Vincentas Padolskis, vescovo cattolico lituano (n. 1904)
- 6 maggio - Antioco Zucca, filosofo italiano (n. 1870)
- 8 maggio - Hugo Alfvén, compositore, direttore d'orchestra e violinista svedese (n. 1872)
- 8 maggio - John Henry Constantine Whitehead, matematico britannico (n. 1904)
- 9 maggio - René Maran, scrittore, poeta e romanziere francese (n. 1887)
- 9 maggio - Arrigo Minerbi, scultore italiano (n. 1881)
- 10 maggio - Erwin George Baker, pilota automobilistico, pilota motociclistico e dirigente sportivo statunitense (n. 1882)
- 10 maggio - Gianni Franciolini, regista e sceneggiatore italiano (n. 1910)
- 10 maggio - Jurij Karlovič Oleša, scrittore e drammaturgo sovietico (n. 1899)
- 11 maggio - Louis Artus, scrittore, drammaturgo e critico teatrale francese (n. 1870)
- 11 maggio - John Davison Rockefeller Jr., imprenditore statunitense (n. 1874)
- 11 maggio - Goffredo di Hohenlohe-Langenburg, principe tedesco (n. 1897)
- 12 maggio - Cecil Armstrong Gibbs, compositore inglese (n. 1889)
- 13 maggio - Aleksandr Larikov, attore sovietico (n. 1890)
- 13 maggio - Harry Schell, pilota automobilistico statunitense (n. 1921)
- 14 maggio - Lucrezia Bori, soprano spagnolo (n. 1887)
- 15 maggio - John Harley, calciatore scozzese (n. 1886)
- 16 maggio - Igor' Ėmmanuilovič Grabar', pittore, architetto e storico dell'arte russo (n. 1871)
- 16 maggio - Paolo Piacco, calciatore italiano (n. 1887)
- 16 maggio - Ettore Rosa, partigiano e politico italiano (n. 1904)
- 17 maggio - Moisè Pontremoli, ufficiale, imprenditore e mercante italiano (n. 1896)
- 17 maggio - Jules Supervielle, poeta e traduttore francese (n. 1884)
- 18 maggio - Ugo Lupattelli, politico italiano (n. 1877)
- 18 maggio - Marcello Piacentini, architetto e urbanista italiano (n. 1881)
- 18 maggio - August Syrjäläinen, calciatore finlandese (n. 1891)
- 19 maggio - Mario Gromo, giornalista, scrittore e critico cinematografico italiano (n. 1901)
- 20 maggio - Herbert Mason, fotografo, regista e produttore cinematografico inglese (n. 1891)
- 20 maggio - Audrey Wurdemann, poetessa statunitense (n. 1911)
- 21 maggio - Adolf Aber, musicologo e critico musicale tedesco (n. 1893)
- 21 maggio - Rudolf Degermark, ginnasta svedese (n. 1886)
- 21 maggio - Paul Menzer, filosofo e pedagogo tedesco (n. 1873)
- 21 maggio - Jurij Nikolaevič Rerich, orientalista, linguista e etnografo russo (n. 1902)
- 23 maggio - Angelo Barbagelata, ingegnere elettrotecnico italiano (n. 1875)
- 23 maggio - Georges Claude, fisico e imprenditore francese (n. 1870)
- 23 maggio - The Great Gama, wrestler e strongman pakistano (n. 1878)
- 23 maggio - Sol Polito, direttore della fotografia italiano (n. 1892)
- 23 maggio - Soghomon Tehlirian, politico armeno (n. 1896)
- 24 maggio - Domenico Buratti, pittore, poeta e illustratore italiano (n. 1881)
- 25 maggio - Rafael Gómez Ortega, torero spagnolo (n. 1882)
- 25 maggio - Ivone Kirkpatrick, diplomatico britannico (n. 1897)
- 25 maggio - Vann'Antò, poeta e traduttore italiano (n. 1891)
- 26 maggio - Ettore Allodoli, scrittore e critico letterario italiano (n. 1882)
- 26 maggio - André Jousseaume, cavaliere francese (n. 1894)
- 27 maggio - Edward Brophy, attore e doppiatore statunitense (n. 1895)
- 27 maggio - James Montgomery Flagg, pubblicitario e illustratore statunitense (n. 1877)
- 27 maggio - George Zucco, attore britannico (n. 1886)
- 28 maggio - Simon Harbaugh, golfista statunitense (n. 1873)
- 29 maggio - John Farquhar Fulton, neurofisiologo e biografo statunitense (n. 1899)
- 29 maggio - Shin Sung-mo, politico e ammiraglio sudcoreano (n. 1891)
- 30 maggio - Alfredo Bennicelli, generale italiano (n. 1879)
- 30 maggio - Evgenija Jakovlevna Bugoslavskaja, astronoma sovietica (n. 1899)
- 30 maggio - Boris Pasternak, scrittore e poeta russo (n. 1890)
- 31 maggio - Walther Funk, politico tedesco (n. 1890)
- 31 maggio - Georg Johnsson, ciclista su strada svedese (n. 1902)

## Giugno(72)
- 1º giugno - Willem Elsschot, scrittore e poeta belga (n. 1882)
- 1º giugno - Paula Hitler, austriaca (n. 1896)
- 1º giugno - Lester Patrick, hockeista su ghiaccio e allenatore di hockey su ghiaccio canadese (n. 1883)
- 1º giugno - Teodoro Picado Michalski, politico costaricano (n. 1900)
- 1º giugno - Elizabeth Towne, editrice e scrittrice statunitense (n. 1865)
- 2 giugno - Alberto Bimboni, compositore e direttore d'orchestra italiano (n. 1888)
- 3 giugno - Carlo Alberto Chiesa, regista, montatore e sceneggiatore italiano (n. 1922)
- 3 giugno - Ana Pauker, politica romena (n. 1893)
- 3 giugno - Wallace Shaw, golfista statunitense (n. 1870)
- 4 giugno - Józef Haller, generale, filantropo e politico polacco (n. 1873)
- 4 giugno - Lucien Littlefield, attore statunitense (n. 1895)
- 5 giugno - Giovanni Secondo Anfossi, politico italiano (n. 1875)
- 5 giugno - Pádraig de Brún, matematico e scrittore irlandese (n. 1889)
- 5 giugno - Percy Bryant, bobbista statunitense (n. 1897)
- 5 giugno - August Häfeli, ingegnere aeronautico svizzero (n. 1887)
- 6 giugno - Tommaso Fattori, rugbista a 15 e allenatore di rugby a 15 italiano (n. 1909)
- 7 giugno - Maurice Bonham Carter, politico britannico (n. 1880)
- 7 giugno - Bogoljub Jevtić, politico jugoslavo (n. 1886)
- 9 giugno - Paul Fischl, calciatore austriaco (n. 1886)
- 10 giugno - Vitalino Morandini, serial killer italiano (n. 1916)
- 12 giugno - Hugo Atzwanger, artista austriaco (n. 1883)
- 12 giugno - Jack Richardson, attore statunitense (n. 1870)
- 13 giugno - Ken McArthur, maratoneta sudafricano (n. 1882)
- 13 giugno - Vicente Piera, calciatore spagnolo (n. 1903)
- 13 giugno - Carl Keenan Seyfert, astronomo statunitense (n. 1911)
- 14 giugno - Casimiro Doniselli, medico, fisiologo e psicologo italiano (n. 1876)
- 15 giugno - Edward Cronjager, direttore della fotografia statunitense (n. 1904)
- 16 giugno - Algisto Lorenzato, calciatore brasiliano (n. 1910)
- 16 giugno - Médico Asesino, wrestler e attore messicano (n. 1920)
- 16 giugno - Francis Parker Yockey, filosofo statunitense (n. 1917)
- 17 giugno - Pierre Reverdy, poeta e aforista francese (n. 1889)
- 17 giugno - Arthur Rosson, regista inglese (n. 1886)
- 18 giugno - Bernhard H. Dawson, astronomo statunitense (n. 1890)
- 18 giugno - Al Herman, pilota automobilistico statunitense (n. 1927)
- 18 giugno - Sven Lundgren, mezzofondista svedese (n. 1896)
- 18 giugno - Philip Verdon, canottiere britannico (n. 1886)
- 19 giugno - Chris Bristow, pilota automobilistico britannico (n. 1937)
- 19 giugno - Jimmy Bryan, pilota automobilistico statunitense (n. 1926)
- 19 giugno - Philip Perlman, avvocato, giornalista e politico statunitense (n. 1890)
- 19 giugno - Alan Stacey, pilota automobilistico britannico (n. 1933)
- 20 giugno - Mahlon Hamilton, attore statunitense (n. 1880)
- 20 giugno - Victor Janson, attore e regista tedesco (n. 1884)
- 20 giugno - Jack Kelly, canottiere e imprenditore statunitense (n. 1889)
- 20 giugno - André Patry, astronomo francese (n. 1902)
- 21 giugno - Wilfrid Johnson, giocatore di lacrosse britannico (n. 1885)
- 21 giugno - Alfred Wikenhauser, teologo tedesco (n. 1883)
- 24 giugno - Rafael Zabaleta, pittore spagnolo (n. 1907)
- 25 giugno - Walter Baade, astronomo tedesco (n. 1893)
- 25 giugno - Charlie Buchan, calciatore e saggista inglese (n. 1891)
- 25 giugno - Zbysław Ciołkosz, ingegnere polacco (n. 1902)
- 25 giugno - Otto Ender, politico austriaco (n. 1875)
- 25 giugno - Ida Rentoul Outhwaite, illustratrice australiana (n. 1888)
- 25 giugno - Carl Alfred Pedersen, ginnasta norvegese (n. 1882)
- 26 giugno - Eugenio II di Ligne, principe belga (n. 1893)
- 26 giugno - Arkādijs Pavlovs, calciatore lettone (n. 1903)
- 26 giugno - Henrik Shipstead, politico statunitense (n. 1881)
- 27 giugno - Angelo Bianchi, veterinario e agronomo italiano (n. 1905)
- 27 giugno - Charlotte Dod, tennista e arciera britannica (n. 1871)
- 27 giugno - Pierre Monatte, sindacalista francese (n. 1881)
- 27 giugno - Ida Simons, pianista e scrittrice olandese (n. 1911)
- 28 giugno - Móric Esterházy, politico ungherese (n. 1881)
- 28 giugno - Juan Jover, pilota automobilistico spagnolo (n. 1903)
- 29 giugno - Dimples Cooper, attrice, ballerina e cantante filippina (n. 1914)
- 29 giugno - Carl Otto von Eicken, medico tedesco (n. 1873)
- 29 giugno - William Grebe, schermidore statunitense (n. 1869)
- 29 giugno - Karl Lindahl, ginnasta svedese (n. 1890)
- 29 giugno - Albert Matterstock, attore tedesco (n. 1911)
- 29 giugno - Antonio Misceo, sindacalista italiano (n. 1878)
- 29 giugno - Giuseppe Rizzi, calciatore italiano (n. 1886)
- 30 giugno - Albert Châtelet, politico francese (n. 1883)
- 30 giugno - Marta Husemann, attrice e attivista tedesca (n. 1913)
- 30 giugno - Jakob Tiedtke, attore tedesco (n. 1875)

## Luglio(81)
- 2 luglio - Margherita Bagni, attrice italiana (n. 1902)
- 2 luglio - Alfredo Attilio Schettini, avvocato e politico italiano (n. 1874)
- 3 luglio - Noël Bas, ginnasta francese (n. 1877)
- 3 luglio - Ernesto Battaglini, magistrato italiano (n. 1887)
- 3 luglio - Alberto Carlo Blanc, paleontologo e geologo italiano (n. 1906)
- 3 luglio - Erwin Jaenecke, generale tedesco (n. 1890)
- 4 luglio - Giacomo Noventa, poeta, saggista e letterato italiano (n. 1898)
- 5 luglio - Archibald Douglas, nobile, militare e politico svedese (n. 1883)
- 5 luglio - Otto Hersing, ammiraglio tedesco (n. 1885)
- 6 luglio - Aneurin Bevan, politico britannico (n. 1897)
- 6 luglio - Alberto Simonini, politico italiano (n. 1896)
- 6 luglio - Hans Wilsdorf, orologiaio e imprenditore tedesco (n. 1881)
- 7 luglio - Fritz Lickint, medico tedesco (n. 1898)
- 8 luglio - Ángel Cabrera, zoologo spagnolo (n. 1879)
- 8 luglio - Evangeline French, missionaria britannica (n. 1869)
- 8 luglio - Werner Meyer-Eppler, fisico belga (n. 1913)
- 8 luglio - Salvatore Novembre, operaio italiano (n. 1940)
- 9 luglio - Semën Alekseevič Lavočkin, ingegnere aeronautico sovietico (n. 1900)
- 9 luglio - Ibrahim IV di Kelantan, sovrano malese (n. 1897)
- 9 luglio - Kurt Bertram von Döring, generale e aviatore tedesco (n. 1889)
- 10 luglio - Arthur Wontner, attore britannico (n. 1875)
- 11 luglio - Giovanni Antiga, compositore e organista italiano (n. 1878)
- 11 luglio - Gunnar Björling, scrittore e poeta finlandese (n. 1887)
- 12 luglio - Pietro Fumasoni Biondi, cardinale e arcivescovo cattolico italiano (n. 1872)
- 12 luglio - William Gladstone Agnew, ufficiale inglese (n. 1898)
- 13 luglio - Anna Blaman, poetessa e scrittrice olandese (n. 1905)
- 13 luglio - Jozef Cíger-Hronský, scrittore slovacco (n. 1896)
- 13 luglio - Corrado Graziadei, politico italiano (n. 1893)
- 13 luglio - Dennis Westcott, calciatore inglese (n. 1917)
- 14 luglio - Fernande Barrey, modella e pittrice francese (n. 1893)
- 14 luglio - Maurice de Broglie, fisico francese (n. 1875)
- 14 luglio - Federico Chabod, storico, alpinista e politico italiano (n. 1901)
- 14 luglio - Lothar Debes, generale tedesco (n. 1890)
- 15 luglio - Anton Giulio Bragaglia, regista, critico cinematografico e saggista italiano (n. 1890)
- 15 luglio - Lawrence Tibbett, cantante e attore statunitense (n. 1896)
- 16 luglio - Gaston Amson, schermidore francese (n. 1883)
- 16 luglio - Søren Andersen, calciatore danese (n. 1937)
- 16 luglio - Mario Cavallari, avvocato, politico e antifascista italiano (n. 1878)
- 16 luglio - Bruno Dentelli, calciatore e allenatore di calcio italiano (n. 1901)
- 16 luglio - Manuel Gamio, antropologo, archeologo e sociologo messicano (n. 1883)
- 16 luglio - Per Funch Jensen, calciatore danese (n. 1938)
- 16 luglio - Albert Kesselring, generale tedesco (n. 1885)
- 16 luglio - John P. Marquand, scrittore e giornalista statunitense (n. 1893)
- 17 luglio - Pavol Peter Gojdič, vescovo cattolico slovacco (n. 1888)
- 17 luglio - Maud Menten, scienziata, fisica e chimica canadese (n. 1879)
- 18 luglio - Pierre Verdé-Delisle, tennista francese (n. 1877)
- 21 luglio - Massimo Bontempelli, scrittore e saggista italiano (n. 1878)
- 21 luglio - Ugo Lancia, scacchista italiano (n. 1885)
- 21 luglio - Gennaro Sarcone, politico e antifascista italiano (n. 1902)
- 21 luglio - Quinto Tosatti, giornalista e politico italiano (n. 1890)
- 22 luglio - Bodil Katharine Biørn, missionaria e infermiera norvegese (n. 1871)
- 22 luglio - Hans Nordvik, tiratore a segno norvegese (n. 1880)
- 22 luglio - Yan Xishan, generale e politico cinese (n. 1883)
- 23 luglio - Bob Brown, pilota motociclistico australiano (n. 1930)
- 23 luglio - Edna Mae Wilson, attrice statunitense (n. 1907)
- 24 luglio - Hans Albers, attore e cantante tedesco (n. 1891)
- 24 luglio - Louie Cullen, attivista britannica (n. 1876)
- 24 luglio - Jacques Jaccard, regista, sceneggiatore e attore statunitense (n. 1886)
- 24 luglio - John Lindroth, ginnasta finlandese (n. 1883)
- 25 luglio - Désiré Defauw, violinista, direttore d'orchestra e compositore belga (n. 1885)
- 25 luglio - Dennis Hoey, attore britannico (n. 1893)
- 25 luglio - Antonio Scuero, generale e politico italiano (n. 1885)
- 26 luglio - Cedric Gibbons, scenografo irlandese (n. 1890)
- 26 luglio - Vasa Prihoda, violinista ceco (n. 1900)
- 27 luglio - Liesl Karlstadt, cabarettista e attrice tedesca (n. 1892)
- 27 luglio - Georgi Kjoseivanov, politico bulgaro (n. 1884)
- 27 luglio - Julie Vinter Hansen, astronoma danese (n. 1890)
- 27 luglio - Ethel Lilian Voynich, scrittrice irlandese (n. 1864)
- 28 luglio - Enrique Amorim, scrittore uruguaiano (n. 1900)
- 28 luglio - Clyde Kluckhohn, antropologo statunitense (n. 1905)
- 29 luglio - Jack E. Cox, direttore della fotografia britannico (n. 1896)
- 29 luglio - Eduard Duriaux, calciatore svizzero (n. 1890)
- 29 luglio - Michael Fiaschetti, poliziotto statunitense (n. 1886)
- 29 luglio - Hasan Saka, politico turco (n. 1886)
- 29 luglio - Maurizio Tempestini, designer italiano (n. 1908)
- 30 luglio - Fernand Bosmans, schermidore belga (n. 1883)
- 30 luglio - Carl Otto Czeschka, illustratore austriaco (n. 1878)
- 30 luglio - Stasys Razma, calciatore lituano (n. 1898)
- 30 luglio - Vidar Stenborg, calciatore svedese (n. 1894)
- 31 luglio - Jimmy Cantrell, golfista e calciatore inglese (n. 1882)
- 31 luglio - Dino De Martin, bobbista italiano (n. 1921)

## Agosto(74)
- 1º agosto - Horace Bailey, calciatore inglese (n. 1881)
- 2 agosto - Francesca French, missionaria britannica (n. 1871)
- 2 agosto - Pierre Gervais, velista francese (n. 1870)
- 2 agosto - Bob Gutowski, astista statunitense (n. 1935)
- 2 agosto - Jules Lowie, ciclista su strada belga (n. 1913)
- 2 agosto - Peter Mole, inventore italiano (n. 1891)
- 3 agosto - Virginia Balistrieri, attrice italiana (n. 1888)
- 3 agosto - Ed Carmichael, ginnasta statunitense (n. 1907)
- 3 agosto - Warren Newcombe, effettista statunitense (n. 1894)
- 4 agosto - Franciszek Cebulak, calciatore polacco (n. 1906)
- 4 agosto - Luigi Grosso, generale italiano (n. 1885)
- 4 agosto - Cesare Martuzzi, compositore e direttore di coro italiano (n. 1885)
- 4 agosto - Luigi Poggia, calciatore italiano (n. 1901)
- 5 agosto - Arthur Meighen, politico canadese (n. 1874)
- 6 agosto - Giuseppe Fiorelli, paroliere e compositore italiano (n. 1904)
- 6 agosto - Pio Franchi de' Cavalieri, filologo italiano (n. 1869)
- 6 agosto - Corrie Gardner, lunghista, ostacolista e giocatore di football australiano australiano (n. 1879)
- 7 agosto - André Bloch, compositore francese (n. 1873)
- 7 agosto - Salvatore Ferragamo, stilista e imprenditore italiano (n. 1898)
- 7 agosto - Luis Ángel Firpo, pugile argentino (n. 1894)
- 7 agosto - Vincenzo Muricchio, generale e inventore italiano (n. 1861)
- 7 agosto - Rudolf Stolz, pittore italiano (n. 1874)
- 8 agosto - Mario Montagnana, politico, sindacalista e giornalista italiano (n. 1897)
- 8 agosto - Gaston Tessier, sindacalista francese (n. 1887)
- 9 agosto - Richard Cramer, attore statunitense (n. 1889)
- 9 agosto - Bernard Ogilvie Dodge, botanico statunitense (n. 1872)
- 9 agosto - Evelyn Pierce, attrice statunitense (n. 1907)
- 9 agosto - Wilhelm Schubart, storico e papirologo tedesco (n. 1873)
- 10 agosto - Michail Romanovič Bakalejnikov, direttore d'orchestra e compositore russo (n. 1890)
- 10 agosto - Ayşe Sultan, principessa ottomana (n. 1887)
- 10 agosto - Frank Lloyd, regista, sceneggiatore e produttore cinematografico scozzese (n. 1886)
- 10 agosto - Oswald Veblen, matematico statunitense (n. 1880)
- 11 agosto - Enzo Grossi, militare italiano (n. 1908)
- 11 agosto - Ljubomir Marić, generale e politico serbo (n. 1878)
- 12 agosto - James McPherson, allenatore di calcio scozzese (n. 1891)
- 13 agosto - Giustiniano Degli Azzi, storico, archivista e bibliotecario italiano (n. 1874)
- 13 agosto - George Fisher, attore statunitense (n. 1891)
- 14 agosto - Fred Clarke, giocatore di baseball e allenatore di baseball statunitense (n. 1872)
- 14 agosto - Jaime Cortesão, scrittore, politico e storico portoghese (n. 1884)
- 14 agosto - Emil Komel, compositore sloveno (n. 1875)
- 15 agosto - Almighty Voice, giocatore di lacrosse canadese (n. 1873)
- 17 agosto - Raymond Frémont, calciatore francese (n. 1890)
- 17 agosto - Fernand Rivers, attore, regista e produttore cinematografico francese (n. 1879)
- 18 agosto - Carlo Emilio Bonferroni, matematico italiano (n. 1892)
- 18 agosto - Andrea Da Mosto, archivista italiano (n. 1868)
- 20 agosto - Rudolf Moser, compositore svizzero (n. 1892)
- 21 agosto - Piero Colombi, giornalista e editore italiano (n. 1899)
- 22 agosto - Carmelo Floris, pittore e incisore italiano (n. 1891)
- 22 agosto - André Hugon, regista, sceneggiatore e produttore cinematografico francese (n. 1886)
- 22 agosto - Eduard Pütsep, lottatore estone (n. 1898)
- 22 agosto - Paul Schwenk, politico tedesco (n. 1880)
- 23 agosto - Alessandro Bocconi, avvocato e politico italiano (n. 1873)
- 23 agosto - Oscar Hammerstein II, scrittore, paroliere e librettista statunitense (n. 1895)
- 23 agosto - Bruno Loerzer, generale e aviatore tedesco (n. 1891)
- 23 agosto - Juan Rithner, calciatore argentino (n. 1890)
- 24 agosto - Eugenio Dugoni, politico italiano (n. 1907)
- 25 agosto - Giuseppe Cortese, politico italiano (n. 1884)
- 25 agosto - Valentino Ghiglia, pittore italiano (n. 1903)
- 25 agosto - Ali Maher Pascià, politico egiziano (n. 1882)
- 25 agosto - Agustín Sancho, calciatore spagnolo (n. 1896)
- 26 agosto - Knud Enemark, ciclista su strada danese (n. 1936)
- 26 agosto - Mark Hambourg, pianista russo (n. 1879)
- 26 agosto - Anatolij Fëdorovič Kapustinskij, chimico sovietico (n. 1906)
- 27 agosto - Renée Deliot, sceneggiatrice e produttrice cinematografica francese (n. 1881)
- 27 agosto - Sima Pandurović, poeta, critico letterario e drammaturgo serbo (n. 1883)
- 28 agosto - Charles Forbes, ammiraglio inglese (n. 1880)
- 28 agosto - Julius Frey, nuotatore tedesco (n. 1881)
- 28 agosto - Edward Hennig, ginnasta e multiplista statunitense (n. 1879)
- 28 agosto - John Francis O'Hara, cardinale e arcivescovo cattolico statunitense (n. 1888)
- 29 agosto - Vicki Baum, scrittrice, sceneggiatrice e giornalista austriaca (n. 1888)
- 29 agosto - Hanno Hahn, storico dell'arte e storico dell'architettura tedesco (n. 1922)
- 29 agosto - Dary Holm, attrice tedesca (n. 1897)
- 30 agosto - Jimmy Slattery, pugile statunitense (n. 1905)
- 30 agosto - István Szőnyi, pittore ungherese (n. 1894)

## Settembre(86)
- 1º settembre - Mario Riva, conduttore televisivo, conduttore radiofonico e attore italiano (n. 1913)
- 1º settembre - Hisamuddin di Selangor, sovrano malese (n. 1898)
- 1º settembre - Fred Schmind, ginnasta e multiplista statunitense (n. 1881)
- 2 settembre - Joseph Curtel, ciclista su strada francese (n. 1893)
- 2 settembre - Hector Hogan, velocista australiano (n. 1931)
- 3 settembre - Ermanno Frattini, calciatore italiano (n. 1916)
- 3 settembre - Joseph Lamb, compositore statunitense (n. 1887)
- 3 settembre - Willie McStay, calciatore scozzese (n. 1892)
- 3 settembre - Jimmy Savo, artista statunitense (n. 1892)
- 4 settembre - Alfred E. Green, regista e attore statunitense (n. 1889)
- 4 settembre - Charles Hemmerlin, cestista francese (n. 1912)
- 4 settembre - Gustave Pelgrims, calciatore belga (n. 1878)
- 4 settembre - Laurent Riboulet, tennista francese (n. 1871)
- 4 settembre - Pasquale Simonelli, banchiere italiano (n. 1878)
- 5 settembre - Robert P. Kerr, regista, attore e sceneggiatore statunitense (n. 1892)
- 5 settembre - André Merlin, tennista francese (n. 1911)
- 5 settembre - Rodolfo Ostromann, calciatore italiano (n. 1903)
- 6 settembre - Aleksander Laak, militare estone (n. 1907)
- 6 settembre - György Piller-Jekelfalussy, schermidore ungherese (n. 1899)
- 7 settembre - João Belo, calciatore portoghese (n. 1910)
- 7 settembre - Alfonso Ortiz Tirado, tenore e medico messicano (n. 1893)
- 7 settembre - Wilhelm Pieck, politico tedesco (n. 1876)
- 7 settembre - José Serrato, economista, ingegnere e politico uruguaiano (n. 1868)
- 8 settembre - Bianca Virginia Camagni, regista, attrice e produttrice cinematografica italiana (n. 1885)
- 8 settembre - Feroze Gandhi, politico e giornalista indiano (n. 1912)
- 8 settembre - Dagoberto Godoy, militare e aviatore cileno (n. 1893)
- 8 settembre - Oscar Pettiford, contrabbassista e violoncellista statunitense (n. 1922)
- 8 settembre - Benjamin Stoloff, regista e produttore cinematografico statunitense (n. 1895)
- 8 settembre - Angiolo Treves, schermidore italiano (n. 1900)
- 9 settembre - Jussi Björling, tenore svedese (n. 1911)
- 10 settembre - Harold Gillies, chirurgo neozelandese (n. 1882)
- 10 settembre - Edith Nourse Rogers, politica e attivista statunitense (n. 1881)
- 12 settembre - Dino Borgioli, tenore italiano (n. 1891)
- 12 settembre - Curt Goetz, drammaturgo, sceneggiatore e attore tedesco (n. 1888)
- 12 settembre - Alfred Healey, ostacolista e velocista britannico (n. 1879)
- 13 settembre - Sophie Wachner, costumista statunitense (n. 1879)
- 13 settembre - Leó Weiner, compositore ungherese (n. 1885)
- 15 settembre - Héctor Castro, allenatore di calcio e calciatore uruguaiano (n. 1904)
- 15 settembre - Edward J. Ruppelt, militare statunitense (n. 1923)
- 15 settembre - Marina Torlonia di Civitella-Cesi, nobile italiana (n. 1916)
- 15 settembre - Franco Tufari, violinista italiano (n. 1884)
- 16 settembre - Hilliard Brooke Bell, aviatore canadese (n. 1897)
- 16 settembre - Clarence Childs, martellista statunitense (n. 1883)
- 16 settembre - Leo Spitzer, linguista e filologo austriaco (n. 1887)
- 17 settembre - Eduard Krčma, calciatore cecoslovacco (n. 1898)
- 17 settembre - Gaetano Polverelli, giornalista e politico italiano (n. 1886)
- 18 settembre - John Russell Fearn, autore di fantascienza britannico (n. 1908)
- 18 settembre - B. B. Kahane, produttore cinematografico statunitense (n. 1891)
- 18 settembre - Walther Kranz, filologo classico e storico della filosofia tedesco (n. 1884)
- 18 settembre - Angèle Sydow, ballerina polacca (n. 1890)
- 19 settembre - Montague Eliot, VIII conte di St. Germans, nobile inglese (n. 1870)
- 20 settembre - Michel Brusselmans, compositore belga (n. 1886)
- 20 settembre - Eugenio Morelli, medico e politico italiano (n. 1881)
- 20 settembre - Ida L'vovna Rubinštejn, danzatrice e mecenate russa (n. 1885)
- 21 settembre - Nikolaj Nikitin, allenatore di calcio, calciatore e arbitro di calcio sovietico (n. 1895)
- 21 settembre - Frank Elmore Ross, astronomo e fisico statunitense (n. 1874)
- 22 settembre - Melanie Klein, psicoanalista austriaca (n. 1882)
- 22 settembre - Max-Günther Schrank, militare tedesco (n. 1898)
- 23 settembre - Hans Deppe, regista, attore e produttore cinematografico tedesco (n. 1897)
- 23 settembre - Marcel Hussaud, pallanuotista francese (n. 1894)
- 23 settembre - Nino Salvatore Villa Santa, generale italiano (n. 1884)
- 23 settembre - Kathlyn Williams, attrice statunitense (n. 1879)
- 24 settembre - Harald Braun, regista, sceneggiatore e produttore cinematografico tedesco (n. 1901)
- 24 settembre - Mátyás Seiber, compositore ungherese (n. 1905)
- 24 settembre - Johnny Thomson, pilota automobilistico statunitense (n. 1922)
- 24 settembre - Francesco Viscardi, calciatore italiano (n. 1904)
- 25 settembre - Aldo Fascetti, avvocato e politico italiano (n. 1901)
- 25 settembre - Italo Lunelli, patriota, politico e alpinista italiano (n. 1891)
- 25 settembre - Emily Post, scrittrice, romanziera e socialite statunitense
- 25 settembre - Ruth Rowland Nichols, pioniere dell'aviazione statunitense (n. 1901)
- 25 settembre - Paul Sheriff, scenografo russo (n. 1903)
- 26 settembre - Pierina Borsani, cestista, discobola e giavellottista italiana (n. 1909)
- 26 settembre - Ibrahim Ismail Chundrigar, politico pakistano (n. 1898)
- 26 settembre - Ciro Drago, archeologo e politico italiano (n. 1895)
- 26 settembre - Lio Lenzi, politico e antifascista italiano (n. 1898)
- 27 settembre - Paolo Bongiorno, sindacalista e politico italiano (n. 1922)
- 27 settembre - Richard Lund, attore svedese (n. 1885)
- 27 settembre - Imre Markos, allenatore di calcio e calciatore ungherese (n. 1908)
- 27 settembre - Carlos Mendieta, politico cubano (n. 1873)
- 27 settembre - Herman Nohl, filologo tedesco (n. 1879)
- 27 settembre - Sylvia Pankhurst, attivista, giornalista e scrittrice britannica (n. 1882)
- 27 settembre - Raúl Porras Barrenechea, storico, diplomatico e politico peruviano (n. 1897)
- 29 settembre - Vladimir Dimitrov, pittore bulgaro (n. 1882)
- 29 settembre - Paul Häberlin, filosofo svizzero (n. 1878)
- 30 settembre - Guido Enrico Fiorini, pittore, decoratore e restauratore italiano (n. 1879)
- 30 settembre - St John Philby, esploratore, diplomatico e ornitologo britannico (n. 1885)

## Ottobre(59)
- 1º ottobre - Giuseppe Fietta, cardinale italiano (n. 1883)
- 1º ottobre - Emidio Lopardi, politico italiano (n. 1877)
- 2 ottobre - François Blanchy, tennista francese (n. 1886)
- 3 ottobre - James Woodget, tiratore di fune britannico (n. 1874)
- 4 ottobre - Ramón Herrera Bueno, calciatore spagnolo (n. 1907)
- 4 ottobre - Hans von Wartenberg, chimico tedesco (n. 1880)
- 5 ottobre - Alfred Kroeber, antropologo statunitense (n. 1876)
- 6 ottobre - Silvio Fantuzzi, politico e partigiano italiano (n. 1894)
- 6 ottobre - Douglas Spencer, attore statunitense (n. 1910)
- 7 ottobre - Aldo Oriani, calciatore italiano (n. 1907)
- 8 ottobre - Andrea Campana, allenatore di calcio e calciatore italiano (n. 1916)
- 8 ottobre - Henry Lamb, pittore inglese (n. 1883)
- 8 ottobre - Fëdor Selin, calciatore sovietico (n. 1899)
- 9 ottobre - Charles Delporte, schermidore belga (n. 1893)
- 9 ottobre - Khalifa bin Harub di Zanzibar, sultano tanzaniano (n. 1879)
- 10 ottobre - Oliver Horn, pallanuotista statunitense (n. 1901)
- 10 ottobre - Basil Ruysdael, attore e basso-baritono statunitense (n. 1878)
- 10 ottobre - Ludwig Schirmeyer, storico tedesco (n. 1876)
- 11 ottobre - Emanuele Beraudo di Pralormo, generale e cavaliere italiano (n. 1887)
- 11 ottobre - Richard Cromwell, attore statunitense (n. 1910)
- 12 ottobre - Inejirō Asanuma, politico giapponese (n. 1898)
- 12 ottobre - Joseph Gregor, scrittore e storico austriaco (n. 1888)
- 12 ottobre - Raf Mattioli, attore italiano (n. 1936)
- 12 ottobre - Tarcisio Pacati, politico italiano (n. 1904)
- 12 ottobre - Antonio Pannullo, politico e magistrato italiano (n. 1887)
- 13 ottobre - Guglielmo Giannini, giornalista, politico e scrittore italiano (n. 1891)
- 13 ottobre - Angelo Mattea, allenatore di calcio e calciatore italiano (n. 1892)
- 14 ottobre - Magdeleine Boucherit Le Faure, pianista e compositrice francese (n. 1879)
- 14 ottobre - Sigurd Hoel, scrittore norvegese (n. 1890)
- 14 ottobre - Abram Ioffe, fisico russo (n. 1880)
- 15 ottobre - Felice Bauer, prussiana (n. 1887)
- 15 ottobre - Clara Kimball Young, attrice e produttrice cinematografica statunitense (n. 1890)
- 15 ottobre - Henny Porten, attrice e produttrice cinematografica tedesca (n. 1890)
- 16 ottobre - Giacomo Centazzo, politico italiano (n. 1887)
- 16 ottobre - Kaare Engebretsen, calciatore norvegese (n. 1893)
- 16 ottobre - Costantino Ferri, compositore e direttore d'orchestra italiano (n. 1894)
- 16 ottobre - Victor Hugo Green, scrittore e editore statunitense (n. 1892)
- 17 ottobre - Henri Crolla, chitarrista italiano (n. 1920)
- 17 ottobre - Violet Wegner, attrice e cantante britannica (n. 1887)
- 19 ottobre - Josef Fanta, allenatore di calcio e arbitro di calcio cecoslovacco (n. 1889)
- 19 ottobre - Franz Schwede, politico tedesco (n. 1888)
- 20 ottobre - Jean Houdemon, aviatore e generale francese (n. 1885)
- 20 ottobre - Paul Rigaumont, pallanuotista belga (n. 1920)
- 21 ottobre - Ma Hongbin, politico e generale cinese (n. 1884)
- 21 ottobre - José María Yermo, calciatore, pistard e lunghista spagnolo (n. 1903)
- 22 ottobre - Gisela von Collande, attrice tedesca (n. 1915)
- 23 ottobre - Bonaventura Somma, compositore italiano (n. 1893)
- 24 ottobre - Zachar Markovič Agranenko, regista cinematografico sovietico (n. 1912)
- 24 ottobre - Hans Boelsen, generale tedesco (n. 1894)
- 24 ottobre - Kaarlo Soinio, ginnasta e calciatore finlandese (n. 1888)
- 25 ottobre - José Padilla Sánchez, compositore spagnolo (n. 1889)
- 26 ottobre - Pat Ballard, compositore e paroliere statunitense (n. 1899)
- 26 ottobre - Toshizō Nishio, militare giapponese (n. 1881)
- 26 ottobre - Erik Peterson, storico tedesco (n. 1890)
- 26 ottobre - Pavel Petrovič Petrov-Bytov, regista e sceneggiatore russo (n. 1895)
- 28 ottobre - Giovanni Canova, schermidore italiano (n. 1880)
- 28 ottobre - Giorgio Settala, pittore italiano (n. 1895)
- 29 ottobre - Giorgio Canuto, esperantista italiano (n. 1897)
- 30 ottobre - George Bonhag, mezzofondista, marciatore e siepista statunitense (n. 1882)

## Novembre(78)
- 1º novembre - Joseph Fleming, velocista statunitense (n. 1883)
- 1º novembre - Rocco Salomone, politico italiano (n. 1883)
- 2 novembre - Anni Holdmann, velocista tedesca (n. 1900)
- 2 novembre - Dimitri Mitropoulos, direttore d'orchestra, pianista e compositore greco (n. 1896)
- 2 novembre - Otoya Yamaguchi, assassino giapponese (n. 1943)
- 3 novembre - Tomaso Perassi, giurista e politico italiano (n. 1886)
- 3 novembre - Harold Spencer Jones, astronomo inglese (n. 1880)
- 3 novembre - Paul Willis, attore statunitense (n. 1901)
- 4 novembre - Fritz-Hubert Gräser, generale tedesco (n. 1888)
- 4 novembre - Raïssa Oumançoff Maritain, mistica, poetessa e saggista francese (n. 1883)
- 5 novembre - Ward Bond, attore statunitense (n. 1903)
- 5 novembre - Johnny Horton, cantante statunitense (n. 1925)
- 5 novembre - Erich Neumann, psicologo e psicoanalista tedesco (n. 1905)
- 5 novembre - Mack Sennett, attore, sceneggiatore e regista canadese (n. 1880)
- 6 novembre - Erich Raeder, ammiraglio tedesco (n. 1876)
- 6 novembre - Olivia Rossetti Agresti, scrittrice, traduttrice e editrice inglese (n. 1875)
- 6 novembre - Vincenzo Tamborino, politico italiano (n. 1874)
- 7 novembre - Paul Capellani, attore e sceneggiatore francese (n. 1877)
- 7 novembre - A.P. Carter, musicista statunitense (n. 1891)
- 7 novembre - Leon Dabo, pittore statunitense (n. 1864)
- 7 novembre - Saturnino Martínez, calciatore messicano (n. 1928)
- 7 novembre - Shōnen Matsumura, entomologo giapponese (n. 1872)
- 7 novembre - Tadeusz Synowiec, calciatore polacco (n. 1889)
- 8 novembre - Mannig Berberian, scrittrice e cantante armena (n. 1883)
- 9 novembre - Ernst Wilhelm Bohle, politico tedesco (n. 1903)
- 9 novembre - Enrico Craveri, dirigente sportivo italiano (n. 1886)
- 9 novembre - Bibiano Ouano, cestista e allenatore di pallacanestro filippino (n. 1915)
- 10 novembre - Joe Bache, calciatore inglese (n. 1880)
- 10 novembre - Oscar Di Giamberardino, ammiraglio italiano (n. 1881)
- 10 novembre - Augusto Jacobacci, militare italiano (n. 1917)
- 10 novembre - Otto Nilsson, giavellottista e discobolo svedese (n. 1879)
- 11 novembre - Red Byron, pilota automobilistico statunitense (n. 1915)
- 13 novembre - Gaston Berger, filosofo e funzionario francese (n. 1896)
- 13 novembre - Edward Quinan, generale britannico (n. 1885)
- 14 novembre - Anne Bonnet, pittrice belga (n. 1908)
- 14 novembre - Walter Catlett, attore statunitense (n. 1889)
- 14 novembre - Abdel Aziz Khalifa, pallanuotista e nuotatore egiziano (n. 1925)
- 14 novembre - Marcel Lequatre, ciclista su strada e pistard svizzero (n. 1882)
- 14 novembre - Karl Wegele, calciatore tedesco (n. 1887)
- 14 novembre - Elias Xitavhudzi, serial killer sudafricano
- 15 novembre - Nino Medioli, imprenditore italiano (n. 1899)
- 16 novembre - Andy Clark, attore statunitense (n. 1903)
- 16 novembre - Clark Gable, attore statunitense (n. 1901)
- 16 novembre - Kornél Oszlányi, generale ungherese (n. 1893)
- 16 novembre - Fiorenzo Tomea, pittore italiano (n. 1910)
- 17 novembre - Walter Bauer, teologo, lessicografo e grecista tedesco (n. 1877)
- 17 novembre - Agnes Bennett, medico neozelandese (n. 1872)
- 19 novembre - Tommy Gibbons, pugile statunitense (n. 1891)
- 19 novembre - Phyllis Haver, attrice statunitense (n. 1899)
- 19 novembre - Hans Erich Hollmann, fisico e docente tedesco (n. 1899)
- 19 novembre - Eberhard Weichold, ammiraglio tedesco (n. 1891)
- 20 novembre - Yaacov Cahan, poeta, commediografo e linguista israeliano (n. 1881)
- 20 novembre - Gretha Jünger, scrittrice tedesca
- 21 novembre - Leopoldo Torres Balbás, architetto e restauratore spagnolo (n. 1888)
- 22 novembre - Frederick Goodfellow, tiratore di fune britannico (n. 1874)
- 22 novembre - Otto Hantschick, calciatore tedesco (n. 1884)
- 22 novembre - Stuart Laidlaw, giocatore di lacrosse canadese (n. 1877)
- 22 novembre - Newton Mendonça, musicista e compositore brasiliano (n. 1927)
- 23 novembre - Walter Corbett, calciatore inglese (n. 1880)
- 24 novembre - Vladimir Pavlovič Kas'janov, regista cinematografico russo (n. 1883)
- 24 novembre - Roscoe Lockwood, canottiere statunitense (n. 1875)
- 24 novembre - Achille Magni, attivista italiano (n. 1893)
- 24 novembre - Ol'ga Aleksandrovna Romanova, nobile russa (n. 1882)
- 25 novembre - Raffaello Delle Nocche, vescovo cattolico italiano (n. 1877)
- 25 novembre - Bud Duncan, attore statunitense (n. 1883)
- 25 novembre - Sorelle Mirabal, attivista dominicana (n. 1924)
- 26 novembre - Alfred Dambach, calciatore francese (n. 1918)
- 26 novembre - Fiqri Dine, militare albanese (n. 1897)
- 26 novembre - Helen Hellwig, tennista statunitense (n. 1874)
- 26 novembre - Antonio Roi, nobile e mecenate italiano (n. 1906)
- 27 novembre - Giuseppe De Carli, militare italiano (n. 1897)
- 27 novembre - Gunnar Kaasen, norvegese (n. 1882)
- 28 novembre - Jules Baillaud, astronomo francese (n. 1876)
- 28 novembre - Nicola Fasano, sindacalista e politico italiano (n. 1920)
- 28 novembre - Dirk Jan de Geer, politico e avvocato olandese (n. 1870)
- 28 novembre - Richard Wright, scrittore statunitense (n. 1908)
- 29 novembre - Fortunato Depero, pittore, scultore e designer italiano (n. 1892)
- 29 novembre - Erivo Ferri, partigiano e politico italiano (n. 1901)

## Dicembre(60)
- 1º dicembre - Maria Bertolani, pittrice italiana (n. 1896)
- 1º dicembre - Antonio Lago, ingegnere italiano (n. 1893)
- 1º dicembre - Nino Meloni, regista italiano (n. 1899)
- 1º dicembre - Richard Turner, calciatore britannico (n. 1882)
- 2 dicembre - Fritz August Breuhaus, architetto e stilista tedesco (n. 1883)
- 4 dicembre - Walter Goehr, compositore e direttore d'orchestra tedesco (n. 1903)
- 4 dicembre - Konrad Huber, tiratore a volo finlandese (n. 1892)
- 4 dicembre - Alberto Pignattelli, calciatore italiano (n. 1906)
- 5 dicembre - Hashim el-Atassi, politico siriano (n. 1875)
- 6 dicembre - Hjalmar Nyström, lottatore finlandese (n. 1904)
- 6 dicembre - Giuseppe Trossi, presbitero e militare italiano (n. 1889)
- 6 dicembre - Virgilio Verdaro, politico svizzero (n. 1885)
- 7 dicembre - Clara Haskil, pianista rumena (n. 1895)
- 8 dicembre - Luigi Gaetano Ceschina, imprenditore italiano (n. 1879)
- 9 dicembre - Ettore Franceschini, politico italiano (n. 1889)
- 10 dicembre - Ernie Quigley, arbitro di pallacanestro, arbitro di football americano e arbitro di baseball canadese (n. 1880)
- 10 dicembre - Mado Robin, soprano francese (n. 1918)
- 12 dicembre - Lily Granado, attrice francese (n. 1922)
- 12 dicembre - Christopher Hornsrud, politico norvegese (n. 1859)
- 13 dicembre - Dora Marsden, attivista, giornalista e scrittrice britannica (n. 1882)
- 13 dicembre - Raffaele Montuori, prefetto e politico italiano (n. 1879)
- 13 dicembre - John Charles Thomas, baritono statunitense (n. 1891)
- 14 dicembre - Antonio Barluzzi, architetto italiano (n. 1884)
- 14 dicembre - Hermine Körner, attrice e regista tedesca (n. 1882)
- 14 dicembre - David Rapaport, psicologo e psicoanalista ungherese (n. 1911)
- 14 dicembre - Gregory Ratoff, attore, regista e sceneggiatore russo (n. 1897)
- 15 dicembre - Véra Clouzot, attrice e sceneggiatrice brasiliana (n. 1913)
- 15 dicembre - Sejum Mangascià, militare etiope (n. 1887)
- 15 dicembre - Albertina Palau, traduttrice e scrittrice italiana (n. 1873)
- 16 dicembre - Thomas McLeod, marinaio e esploratore scozzese (n. 1869)
- 17 dicembre - Tonino Agodi, imprenditore, giornalista e politico italiano (n. 1896)
- 17 dicembre - Abebe Aregai, militare e politico etiope (n. 1903)
- 17 dicembre - Fred Lauer, pallanuotista statunitense (n. 1898)
- 18 dicembre - Amedeo Giannini, giurista e politico italiano (n. 1886)
- 18 dicembre - Mario Romagnoli, radiologo e militare italiano (n. 1897)
- 19 dicembre - Leo Sorteni, politico e ingegnere italiano (n. 1892)
- 21 dicembre - Otto Hooff, tuffatore tedesco (n. 1881)
- 21 dicembre - Eric Temple Bell, matematico e scrittore scozzese (n. 1883)
- 22 dicembre - Josip Bitežnik, politico e giurista austriaco (n. 1891)
- 24 dicembre - Robert Maysack, ginnasta e multiplista statunitense (n. 1872)
- 24 dicembre - Guido Mazzali, politico, giornalista e pubblicitario italiano (n. 1895)
- 24 dicembre - Maria Elena Tiepolo Oggioni, nobile italiana (n. 1879)
- 24 dicembre - Gaston de Trannoy, cavaliere belga (n. 1880)
- 25 dicembre - Gustavo Brunelli, biologo italiano (n. 1881)
- 25 dicembre - Massimo Capialbi, militare e politico italiano (n. 1874)
- 25 dicembre - Alberto De Agostini, presbitero, geografo e esploratore italiano (n. 1883)
- 25 dicembre - Helen Freeman, attrice statunitense (n. 1886)
- 25 dicembre - Aurelio Mistruzzi, scultore e medaglista italiano (n. 1880)
- 26 dicembre - Giuseppe Mario Bellanca, ingegnere aeronautico italiano (n. 1886)
- 26 dicembre - Richard Livingstone, pedagogista britannico (n. 1880)
- 27 dicembre - Tito Zaniboni, politico italiano (n. 1883)
- 28 dicembre - Otto Hunte, scenografo e costumista tedesco (n. 1881)
- 28 dicembre - Dynes Pedersen, ginnasta danese (n. 1893)
- 29 dicembre - Eden Phillpotts, scrittore e drammaturgo inglese (n. 1862)
- 30 dicembre - Antonio Arias Bernal, fumettista messicano (n. 1913)
- 30 dicembre - Enrico Bigatti, presbitero, educatore e antifascista italiano (n. 1910)
- 30 dicembre - Angelo Donati, banchiere e filantropo italiano (n. 1885)
- 30 dicembre - Louis-Hugues Vincent, presbitero e archeologo francese (n. 1872)
- 31 dicembre - Paolo Rota, vescovo cattolico italiano (n. 1886)
- 31 dicembre - Joseph Wendel, cardinale e arcivescovo cattolico tedesco (n. 1901)

## Senza giorno specificato(63)
- Alcide Aimi, sindacalista e politico italiano (n. 1896)
- Amorim Girão, geografo portoghese (n. 1895)
- Augusto Antonelli, architetto italiano (n. 1885)
- George Owen Wynne Apperley, pittore britannico (n. 1884)
- Stephen Armone, mafioso italiano (n. 1899)
- Genevieve Behrend, scrittrice francese (n. 1881)
- Franco Bertoli, stilista italiano (n. 1910)
- Carlo Binda, velocista e calciatore italiano (n. 1897)
- Virginia Bolten, anarchica, giornalista e attivista argentina (n. 1870)
- Giovanni Bonacina, artigiano e imprenditore italiano (n. 1869)
- Raffaele Boschini, artista e pittore italiano (n. 1893)
- Albert Bougouin, nuotatore francese (n. 1886)
- Giovanni Brezzi, calciatore e allenatore di calcio italiano (n. 1901)
- Dino Chini, pittore e decoratore italiano (n. 1884)
- Giovanni Chiocca, enigmista italiano (n. 1911)
- Valdemārs Dambergs, scrittore lettone (n. 1866)
- Giovanni Di Renzo, impresario teatrale italiano (n. 1905)
- Alfonso Draghetti, agronomo italiano (n. 1888)
- Sudhindranath Dutta, poeta e critico letterario indiano (n. 1901)
- Alice Embleton, biologa, zoologa e attivista britannica (n. 1876)
- Adolphe Ferrière, pedagogista e astrologo svizzero (n. 1879)
- Guido Girardi, politico e avvocato italiano (n. 1903)
- Felice Girola, attore e regista italiano (n. 1881)
- Paolo Graziani, ingegnere e dirigente sportivo italiano (n. 1882)
- Duilio Grigioni, partigiano italiano (n. 1890)
- Camillo Guerra, ingegnere e architetto italiano (n. 1889)
- Wilfred Harris, neurologo inglese (n. 1869)
- István Lukács, calciatore ungherese (n. 1912)
- Angelo Luzzani, avvocato e calciatore italiano (n. 1896)
- Albert Madörin, bobbista svizzero (n. 1905)
- William M. Mann, entomologo statunitense (n. 1886)
- Martin Heinrich Gustav Schwantes, botanico e archeologo tedesco (n. 1881)
- Giovanni Mazzoni, calciatore e allenatore di calcio italiano (n. 1904)
- Amelia Mecherini, pittrice italiana (n. 1886)
- Alessandro Minali, architetto italiano (n. 1888)
- Arthur Mohns, calciatore tedesco (n. 1896)
- Mario Moschetti, scultore italiano
- Lewis Bernstein Namier, storico polacco (n. 1888)
- Vincenzo Neri, neurologo italiano (n. 1880)
- Augusto Novaro, compositore e teorico musicale messicano (n. 1891)
- Pietro Oddo, numismatico italiano (n. 1877)
- Assou ou-Baslam, condottiero e politico berbero (n. 1890)
- Lucia Pagniello, poetessa italiana (n. 1866)
- Ezio Panciera, imprenditore italiano (n. 1896)
- Ted Pepper, ginnasta britannico (n. 1879)
- Romolo Pergola, pittore italiano (n. 1890)
- Hay Plumb, regista, attore e sceneggiatore inglese (n. 1883)
- Peter Pulm, pittore tedesco (n. 1882)
- Vera Renczi, serial killer rumena (n. 1903)
- Kurt Richter, scenografo austriaco (n. 1885)
- Mnachem Risikoff, filosofo, mistico e rabbino bielorusso (n. 1866)
- Josef Schiller, idrologo e micologo austriaco (n. 1877)
- Hortense Serristori, scrittrice italiana (n. 1871)
- Carlo Costantino Tagliabue, pittore italiano (n. 1880)
- Paul Thoj Xyooj, beato laotiano (n. 1941)
- Arturs Timpers, calciatore lettone (n. 1906)
- Ladislav Veselský, calciatore cecoslovacco (n. 1902)
- José Villalba Rubio, militare spagnolo (n. 1880)
- Gus Wester, lottatore statunitense (n. 1882)
- Gustav Wieser, calciatore e allenatore di calcio austriaco (n. 1898)
- Harold T. Wilkins, giornalista e scrittore britannico (n. 1891)
- Adolfo Zamboni, militare, antifascista e partigiano italiano (n. 1891)
- Nazik al-Abid, attivista siriana (n. 1887)